# Видное (Кировский район)
Ви́дное (до 1948 года  Роза́льевка; укр. Видне, крымскотат. Vidnoye, Видное) — село в Кировском районе Республики Крым, входит в состав Журавского сельского поселения (согласно административно-территориальному делению Украины — Журавского сельсовета Автономной Республики Крым).

## Население
| 2001 | 2014 |
| ---- | ---- |
| 3    | ↘0   |

### Динамика численности
| - 1915 год — 66/6 чел. - 1926 год — 128 чел. - 1939 год — 102 чел. - 1941 год — 84 чел. | - 2001 год — 3 чел. - 2009 год — 3 чел. - 2014 год — 0 чел. |

## Современное состояние
На 2017 год в Видном числится 2 улицы — Игет и Луговая; на 2009 год, по данным сельсовета, село занимало площадь 3,6 гектара на которой, в 2 дворах, проживало 32 человека.

## География
Видное — практически опустевшее село на юго-востоке района, у границы с территорией Феодосийского горсовета, на склоне хребта Биюк-Эгет, самого восточного отрога Внутренней гряды Крымских гор, высота центра села над уровнем моря — 101 м. Ближайшие сёла — Садовое в 3,2 км на запад, Маковское, Изобильное и Журавки около 3,5 км на северо-запад. Райцентр Кировское — примерно в 17 километрах (по шоссе), там же ближайшая железнодорожная станция — Кировская (на линии Джанкой — Феодосия). Транспортное сообщение осуществляется по региональной автодороге 35Н-576 от шоссе «граница с Украиной — Джанкой — Феодосия — Керчь» до Видного (по украинской классификации — С-0-11419).

## История
Немецкое лютеранское селение Розалиенфельд (нем. Rosalienfeld) было основано в Владиславской волости Феодосийского уезда, на 463 десятинах земли, в 1908 году. На 1914 год в селении действовало немецкое земское училище. По Статистическому справочнику Таврической губернии. Ч.II-я. Статистический очерк, выпуск пятый Феодосийский уезд, 1915 год, в деревне Розальевка Владиславской волости Феодосийского уезда числилось 12 дворов (все дворы с землёй) с немецким населением в количестве 66 человек приписных жителей и 6 — «посторонних», из которых 34 мужчины и 38 женщин. Жители владели 1635 десятинами удобной земли. В хозяйствах имелось 181 лошадь, 186 волов, 91 корова и 260 голов овец, свиней, или коз. Согласно списку 1915 года «…русских подданных из австрийских, венгерских или германских выходцев» землевладельцев, опубликованном в газете «Таврические губернские ведомости» в апреле 1915 года, при деревне Розалиенфельд значится несколько крупных владельцев, из которых самый большой наде был у Позен Генриха Христиановича — 203 десятин. 150,5 дес. было у Фольц Готлиба Вильгельмовича и 125,5 дес. — у Ульман Филиппа Николаевича. Бергман Андреас Карлович, Вайсенбарт Александр Карлович, Лерке Фридрих Иоганнович, Рейхерт Фридрих Августович Швицгебель Фридрих Фридрихович владели по 101,5 дес. каждый, а Гукенгеймер Эммануил Фридрихович, Фрей Христиан Вильгельмович, Цейгер Август Иоганнович, Шеле Готлиб Готлибович и Шмидт Эдуард Иоганнович имели по 50,5 дес..

После установления в Крыму Советской власти, по постановлению Крымревкома от 8 января 1921 года была упразднена волостная система и село вошло в состав вновь созданного Владиславовского района Феодосийского уезда, а в 1922 году уезды получили название округов. 11 октября 1923 года, согласно постановлению ВЦИК, в административное деление Крымской АССР были внесены изменения, в результате которых округа ликвидировались и Владиславовский район стал самостоятельной административной единицей. Декретом ВЦИК от 4 сентября 1924 года «Об упразднении некоторых районов Автономной Крымской С. С. Р.» Владиславовский район в октябре 1924 года был преобразован в Феодосийский и село включили в его состав. Согласно Списку населённых пунктов Крымской АССР по Всесоюзной переписи 17 декабря 1926 года, в селе Розальевка, Сеит-Элинского сельсовета (в котором село состояло всю дальнейшую историю) Феодосийского района, числилось 33 двора, все крестьянские, население составляло 128 человек, из них 97 немцев и 31 русский, действовала немецкая школа I ступени (пятилетка). Постановлением ВЦИК «О реорганизации сети районов Крымской АССР» от 30 октября 1930 года из Феодосийского района был выделен (воссоздан) Старо-Крымский район (по другим сведениям 15 сентября 1931 года) и село включили в его состав, а, с образованием в 1935 году Кировского — в состав нового района. По данным всесоюзная перепись населения 1939 года в селе проживало 102 человека. В 1941 году в селе было 84 жителя (видимо, отдельно немцев), но вскоре после начала Великой Отечественной войны, 18 августа 1941 года крымские немцы были выселены, сначала в Ставропольский край, а затем в Сибирь и северный Казахстан.

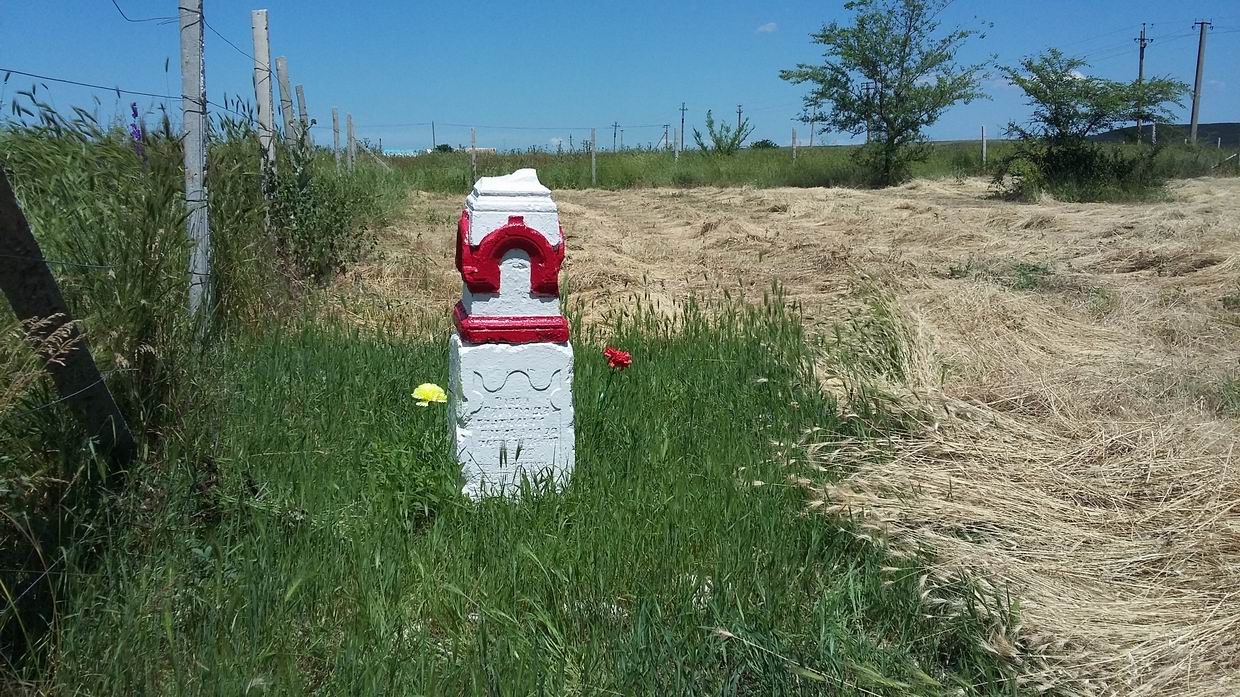
Первый памятник десантникам.
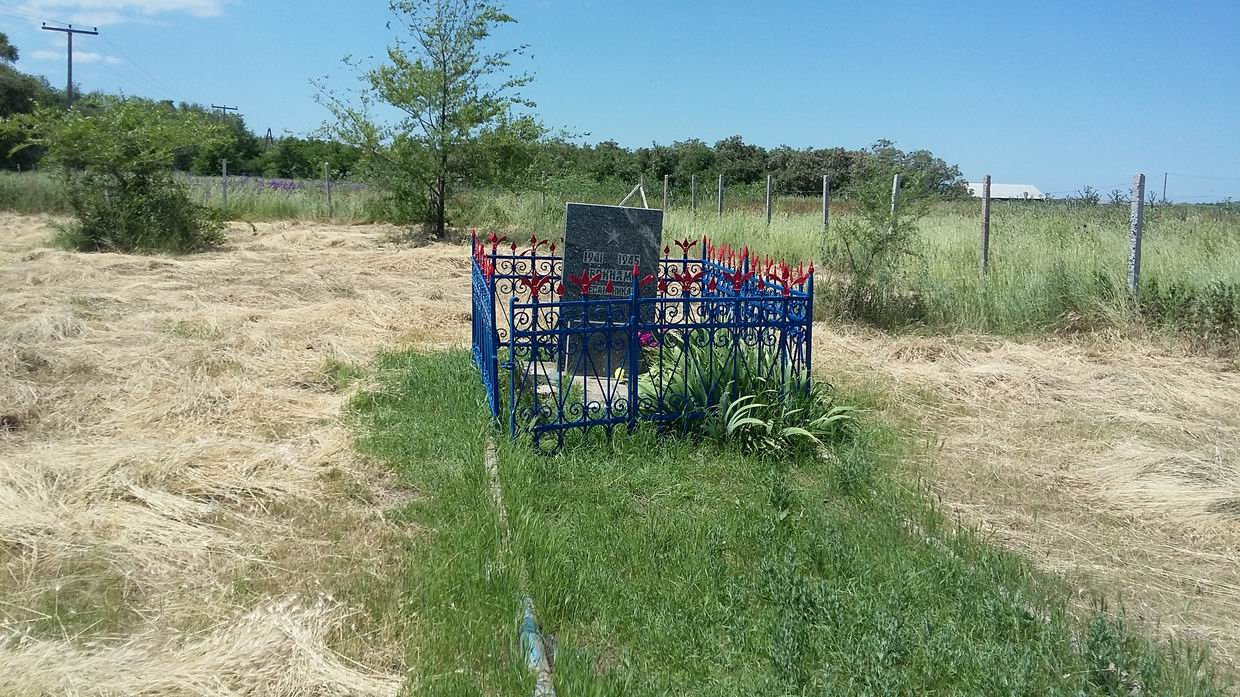
Новый памятник десантникам.

В годы Великой Отечественной войны во время Керченско-Феодосийской десантной операции в декабре 1941 года — январе 1942 года в окрестностях Розальевки в боях погибло 20 воинов из состава 63 стрелкового, 83 горнострелкового, 352 артиллерийского полков и 63-й горнострелковой дивизии, похороненных в братской могиле. После войны на могиле был установлен памятник, со временем обветшавший. Решением Крымского облисполкома № 164 от 15 апреля1986 года рядом был установлен новый гранитный памятник. Постановлением Совета министров Республики Крым № 627 от 20 декабря 2016 года памятник отнесён к категории объектов культурно-исторического наследия России регионального значения.
После освобождени Крыма от фашистов в апреле 1944 года, 12 августа того же года было принято постановление № ГОКО-6372с «О переселении колхозников в районы Крыма» и в сентябре того же года в село приехали первые переселенцы, 428 семей, из Тамбовской области, а в начале 1950-х годов последовала вторая волна переселенцев. С 1954 года местами наиболее массового набора населения стали различные области Украины. С 25 июня 1946 года Розальевка в составе Крымской области РСФСР. Указом Президиума Верховного Совета РСФСР от 18 мая 1948 года, Розальевку переименовали в Видное. 26 апреля 1954 года Крымская область была передана из состава РСФСР в состав УССР. Указом Президиума Верховного Совета УССР «Об укрупнении сельских районов Крымской области», от 30 декабря 1962 года Кировский район был упразднён и село присоединили к Нижнегорскому. 1 января 1965 года, указом Президиума ВС УССР «О внесении изменений в административное районирование УССР — по Крымской области», вновь включили в состав Кировского. С 12 февраля 1991 года село в восстановленной Крымской АССР, 26 февраля 1992 года переименованной в Автономную Республику Крым. С 21 марта 2014 года в составе Крыма аннексировано Россией.